# Hell's Kitchen (Manhattan)
Hell's Kitchen, ook bekend als Clinton en Midtown West, is een buurt in het New Yorkse stadsdeel Manhattan, die het gebied tussen 34th Street en 57th Street omvat, vanaf 8th Avenue tot aan de Hudson.
De slechte reputatie van de buurt zorgde ervoor dat de vastgoedprijzen, tot vrij recent, lager bleven dan de meeste delen van Manhattan.
Hell's Kitchen speelde een prominente rol in de New Yorkse onderwereld, vooral in de Iers-Amerikaanse georganiseerde misdaadkringen. Gangsters als Owney Madden, smokkelaars als Bill Dwyer, en Westies leiders als James Coonan en Mickey Featherstone kwamen uit Hell's Kitchen. De ruwe tijden op de West Side zijn prominent aanwezig in de verhalen van Damon Runyon. De conflicten tussen Puerto Ricanen en de Ieren liggen aan de basis van de West Side Story.
De wijk was ooit een bastion van de arme Ierse arbeidersklasse, maar heeft door de nabijheid van Midtown een enorme verandering ondergaan. Een groot aantal acteurs heeft in de buurt gewoond wegens de nabijheid van de Broadway theaters en een acteerschool. 
Het Intrepid Sea, Air & Space Museum, aan een van de pieren aan de Hudson ter hoogte van 46th Street, is een toeristische trekpleister in de wijk.

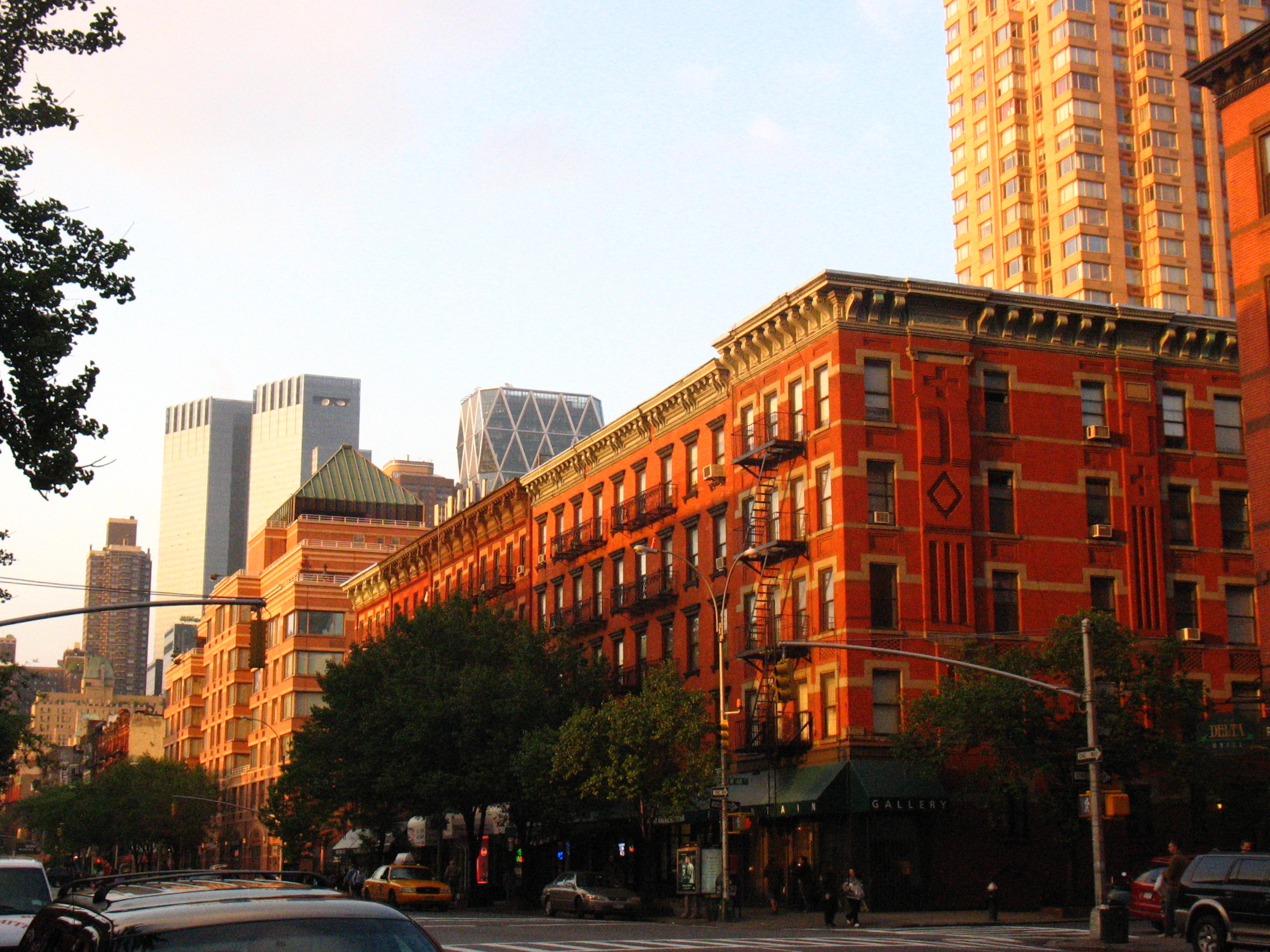
9th Avenue uitkijkend op het Time Warner Center en Hearst Tower

## Geboren in Hell's Kitchen
- George Raft (1901-1980), acteur
- Sylvester Stallone (1946), acteur, scenarist en filmregisseur
- Alicia Keys (1981), zangeres
- Josh Peck (1986), acteur, zanger en cabaretier
- Timothée Chalamet (1995), acteur

Alphabet City · Battery Park City (Financial District) · Bowery · Carnegie Hill · Chelsea · Chinatown (Financial District) · Civic Center · Greenwich Village · Hamilton Heights · Harlem · Hell's Kitchen · Hudson Yards · Inwood · Kips Bay · Koreatown · Lenox Hill · Lower East Side · Little Italy (Financial District) · Manhattanville · Marble Hill · Meatpacking District · Morningside Heights · Murray Hill · NoHo · Riverside South · Rose Hill · SoHo · South Street Seaport (Financial District) · TriBeCa / Lower West Side · Two Bridges · Upper West Side · Upper East Side · Yorkville · Washington Heights · World Trade Center (Financial District)